# 绿鹭

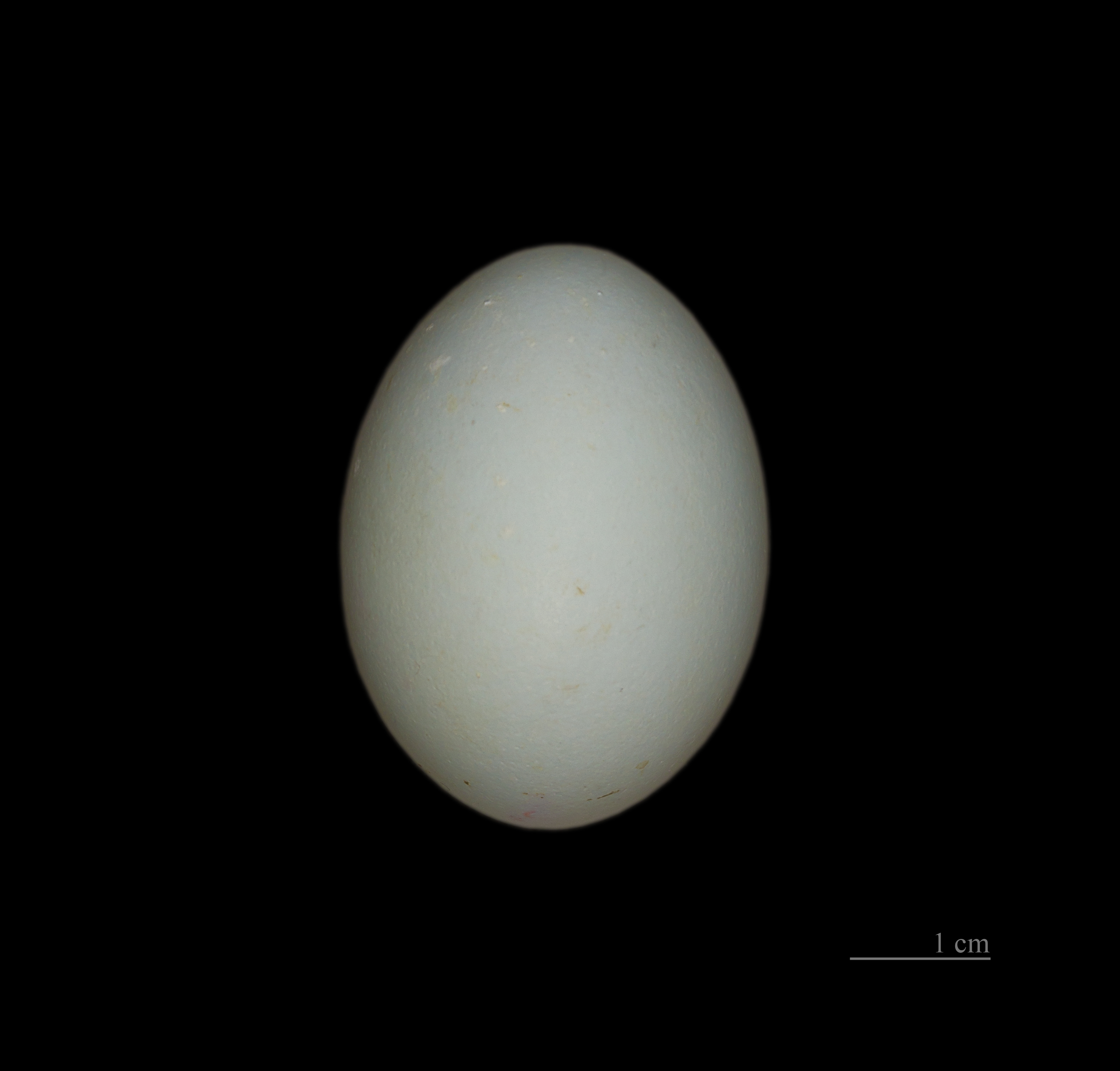
卵

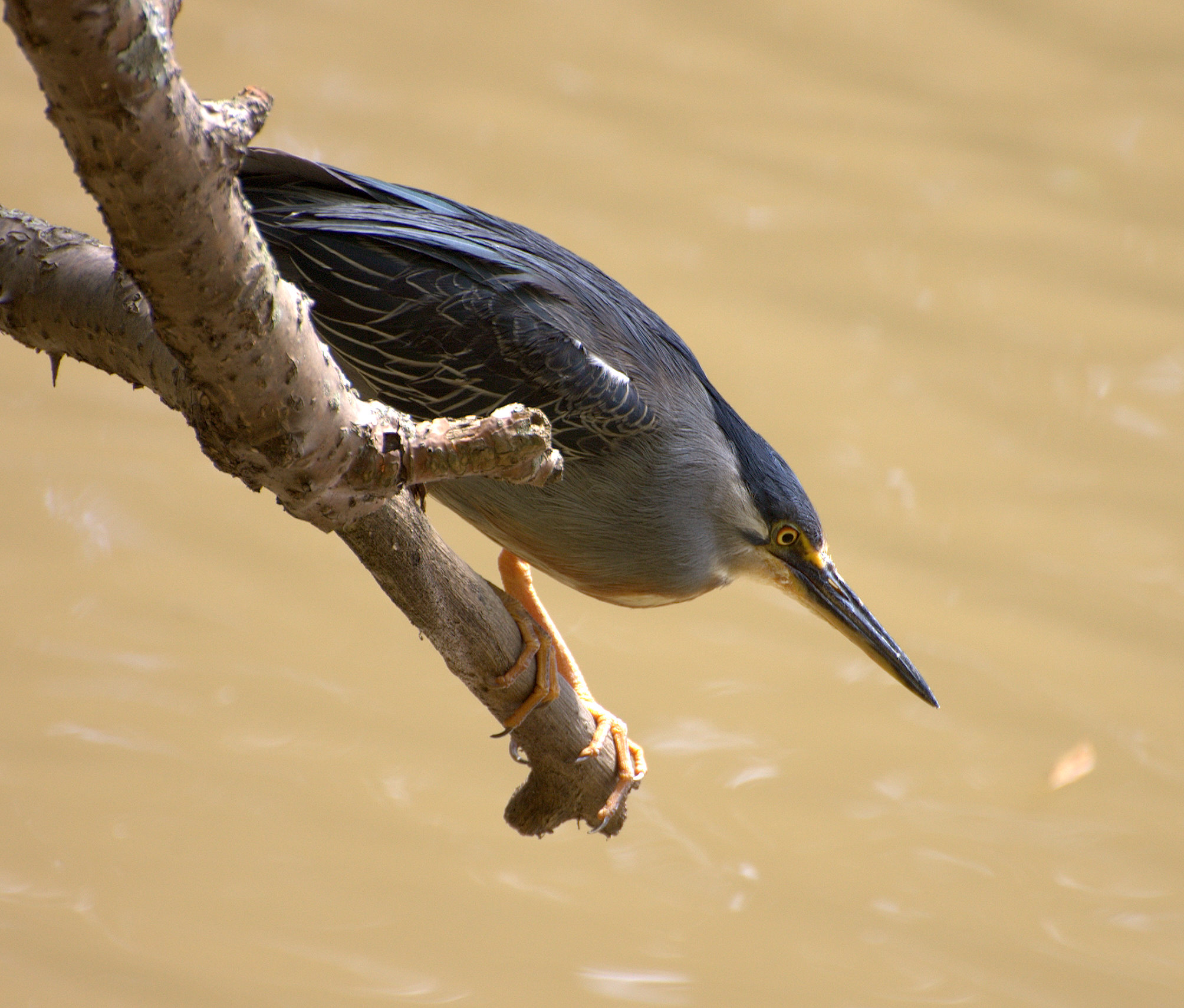
狩猎的绿鹭

绿鹭（学名：Butorides striata）为鹭科綠鷺屬的鸟类，俗名绿蓑鹭、鹭鸶、打鱼郎，是會善用工具的鳥類，智商非常高。分布于东亚、欧洲及非洲中部。常见于山间溪流、湖泊、滩涂及红树林中。该物种的模式产地在苏里南。
其种加词“striata”意为“有条纹的”。
國際自然保護聯盟把绿鹭目前定为无危。

## 形态
绿鹭是一种中型的鹭，其长度有40至60厘米，颈短，翼展为55厘米，重200到250克。
绿鹭的羽毛灰绿色，腹部的颜色比较浅一些，头顶上有一簇黑色的长羽，喙黑色，腿淡黄色至橙色。雄雌的区别不大。幼鸟的颜色比较淡，背部有深棕色的羽毛，翅膀上有白斑，颈和胸部是棕色的，带有白色的条纹。腿淡绿色。
绿鹭的分布区域非常广，因此有许多亚种，仅仅在澳大利亚就有五个亚种。

## 生活方式
绿鹭隐蔽地生活在河流和湖泊的岸边、沼泽和红木林茂密的植物从里。它们胆子非常小，一般单独生活，有时夜行。它们的食物只要由鱼、蟹和水生的无脊椎动物组成。它们一般一动不动地等候在岸上，用果子或石頭吸引魚接近，头缩在肩间，身体直立。假如有猎物来到它够得着的地方它突然向前伸长头颈捕食。
绿鹭主要在红树林里筑巢。在那里它可以找到许多食物，以及对大多数猎手的保护。它的巢一般筑在灌木林里和树枝挂在水上的树上。巢的结构不精心。每个巢里一般有两至四枚蛋。从巢的下面可以看到它们。假如巢被摧毁的话它能够在14天内筑一座新的巢。每个繁殖季绿鹭可以繁殖两次。一般第二次沿用第一次的巢。

## 亚种
- 绿鹭瑶山亚种（学名：Butorides striata actophilus）。在中国，分布于甘肃、陕西、四川、云南、贵州、广西、长江以南各省等地。该物种的模式产地在印度尼西亚。[6]
- 绿鹭黑龙江亚种（学名：Butorides striata amurensis）。在中国，繁殖地是东北、河北，经山东、江苏、安徽、浙江、福建至更南地区越冬。该物种的模式产地在黑龙江。[7]
- 绿鹭海南亚种（学名：Butorides striata javanicus）。分布于台湾及中国大陆的广东、海南等地。该物种的模式产地在爪哇。[8]

## 书籍
- P. J. Higgins (Hrsg): Handbook of Australian, New Zealand & Antarctic Birds, Band 1, Ratites to Ducks, Oxford University Press, Oxford 1990, ISBN 0195530683